# Schluchtsee
Der Schluchtsee  ist ein Restsee des Braunkohletagebaus im südlichen Rheinischen Braunkohlerevier in Nordrhein-Westfalen westlich von Köln in der Nähe der Städte Brühl, Hürth und Erftstadt im Rhein-Erft-Kreis auf Brühler Stadtgebiet gelegen.
Der See liegt direkt neben dem angrenzenden größeren Heider Bergsee und wird oft als Anhängsel des Heider Bergsees angesehen. Er hat eine Fläche von ca. 2,3 ha und ist im Mittel 0,90 Meter, maximal bis zu ca. 4,1 Meter tief, ca. 620 Meter lang, aber nur knapp 55 Meter breit, also sehr langgestreckt. Er liegt im Naturschutzgebiet Heider Bergsee und Schluchtsee in der Ville-Seenkette. Ein Zufluss im Süden des Schluchtsees sorgt für kontinuierliche Durchströmung des Sees; auch zum Heider Bergsee gibt es eine Verbindung.
Der See entstand 1960 bei der Renaturierung eines Braunkohletagebaus des Rheinischen Braunkohlereviers.